# Peloponnesos
Il Thema del Peloponneso (in greco θέμα Πελοποννήσου?) è stato un thema bizantino la cui giurisdizione si estendeva sulla penisola del Peloponneso nella Grecia meridionale. Fu istituito intorno al 800, e il suo capoluogo era Corinto.

## Storia

### Invasioni e insediamenti degli Slavi
Dal 27 a.C. alla fine del VI secolo, il Peloponneso faceva parte della provincia di Acaia, che durante la Tarda Antichità comprendeva anche le parti orientali della Grecia Centrale. Il suo capoluogo era Corinto.
A partire dagli anni ottanta del VI secolo, come attestato nella Cronaca di Monemvasia, le invasioni slave che colpirono gli interi Balcani raggiunsero la penisola, e portarono all'abbandono dei centri urbani dell'Antichità in favore di località o remote o al largo come Monemvasia, mentre gli abitanti di diverse città come Patrasso, secondo quanto sostenuto dalla Cronaca, sarebbero emigrati completamente in Italia. Ciò, unita alle affermazioni da parte di cronisti medievali come Isidoro di Siviglia e Costantino Porfirogenito che la Grecia fosse stata completamente sottomessa dagli Slavi, indusse i studiosi più datati a ritenere che il collasso del controllo bizantino fosse totale, e che il Peloponneso fosse rimasto al di fuori del controllo imperiale per i due secoli successivi. Le testimonianze letterarie sono confermate parzialmente da diversi depositi di monete sotterrati risalenti tra il 570/580 ca. e gli inizi del VII secolo, che attestano uno sconvolgimento a larga scala in due ondate, una che raggiunse il suo picco intorno al 587, la data fornita dalla Cronaca, e un'altra che raggiunse il suo apice nella crisi, di gran lunga peggiore, del regno di Eraclio I (r. 610–641). Testimonianze letterarie, toponimiche e archeologiche, d'altra parte, mostrano che gli invasori slavi si insediarono soprattutto nella metà occidentale della penisola, corrispondente alle pianure fertili dell'Elide e della Messenia, l'Acaia e l'altopiano dell'Arcadia, mentre l'autorità bizantina sopravvisse nelle parti orientali, prevalentemente montagnose, della penisola nonché in diversi avamposti lungo la costa, tra cui Patrasso. Nonostante ciò, come mostra la rapida ri-ellenizzazione della penisola nel IX secolo, una consistente popolazione di madrelingua greca dovette essere rimasta nelle zone devastate e occupate dagli Slavi.

### Formazione ed evoluzione del thema
Tra il 687 e il 695 tutti i territori rimasti sotto il controllo imperiale in Grecia meridionale furono posti sotto la giurisdizione del nuovo thema di Hellas, che aveva un forte carattere marittimo, essendo costituito da territori costieri e prevalentemente orientati verso il mare. Intorno all'800, tuttavia, il thema di Hellas fu scisso, con il Peloponneso che divenne un thema separato, con capoluogo Corinto. La formazione della nuova provincia è collegata direttamente alla reimposizione del controllo del governo bizantino sulle tribù slave nello stesso periodo. Ciò fu conseguito in virtù delle vittorie dello strategos (governatore militare) Sclero nell'805, come riportato dalla Cronaca di Monemvasia, e del fallimento di un assedio slavo di Patrasso avvenuto approssimativamente allo stesso tempo. L'imperatore Niceforo I (r. 802–811) fece seguito a questi successi attuando un programma di colonizzazione e di cristianizzazione a larga scala, che comprendeva il ripopolamento della regione con Greci provenienti da Italia e Asia Minore.
Il primo strategos del Peloponneso noto è Leone Sclero, attestato nell'811 (si trattava forse dello stesso Sclero dell'805, oppure di un parente stretto), che potrebbe essere stato il primo detentore della carica. Lo strategos del Peloponneso era il primo per importanza nella gerarchia dei governatori tematici "occidentali" (cioè delle province europee). Il suo ruolo consisteva principalmente nel tenere sotto controllo le tribù slave dell'entroterra — delle rivolte da parte delle autonome e tributarie tribù dei Melingoi e degli Ezeritai ebbero luogo nell'840/42 e nel 921/22, e a quest'ultima fece seguito una rivolta delle truppe slave di stanza nell'Asia Minore — e nel garantire la difesa della provincia dalle incursioni arabe, frequenti nei secoli IX e X: tra i vari ufficiali a lui subordinati, un tourmarches fu incaricato della difesa della costa e disponeva di uno squadrone navale di quattro chelandia.
In seguito alla riconquista bizantina di Creta del 961, che pose fine alle scorrerie dei pirati musulmani aventi ivi sede, il thema del Peloponneso prosperò. A partire dalla fine del X secolo, l'amministrazione del thema fu più volte unita con quella del thema di Hellas, e alla fine del XI secolo, questa unione divenne permanente, con entrambe le province sotto il controllo del megas doux, il comandante supremo della marina bizantina. A causa dell'assenza di quest'ultimo dalla provincia, tuttavia, l'amministrazione locale rimase sotto il controllo del praetor locale, una posizione spesso ricoperta da funzionari veterani e illustri come gli studiosi di diritto Alessio Aristeno e Nicola Agioteodorita. Nel corso del XII secolo il thema congiunto di Hellas-Peloponneso fu suddiviso ulteriormente in una serie di distretti fiscali di estensione minore denominati oria, chartoularata e episkepseis. Il Peloponneso rimase sotto il controllo bizantino fino agli inizi del XII secolo (1205), quando, come conseguenza immediata della Quarta crociata, i Latini, una volta conquistata la provincia, vi fondarono il Principato d'Acaia.